# Theogenes (Sportler)
Theogenes (griechisch Θεογένης), Sohn des Timoxenos, war ein berühmter Kampfsportler der griechischen Antike.
Der aus Thasos stammende Athlet gewann 480 v. Chr. bei den Olympischen Spielen im Faustkampf gegen Euthymos von Lokroi. 476 v. Chr. gewann er im Pankration. Belegt sind diese Siege durch eine Inschrift aus Delphi, in der noch nach vier Generationen die Heimatpolis ihren Athleten verehrte. Pausanias berichtet von weiteren drei Siegen bei den Spielen in Delphi, zehn bei den Isthmischen Spielen sowie neun bei den Nemeischen Spielen. Für Theogenes wird glaubhaft eine Anzahl von 1200 bis 1400 Siegen überliefert, wenn man Siege in einzelnen Kampfrunden mitrechnet. Allein in seiner Karriere als Faustkämpfer soll er 22 Jahre lang unbesiegt geblieben sein. Selbst als Langstreckenläufer soll er einige Erfolge errungen haben. Nach seiner Zeit als aktiver Sportler wurde er in seiner Heimatpolis Thasos politisch aktiv. Nach seinem Tod erfuhr er dort sogar kultische Verehrung.

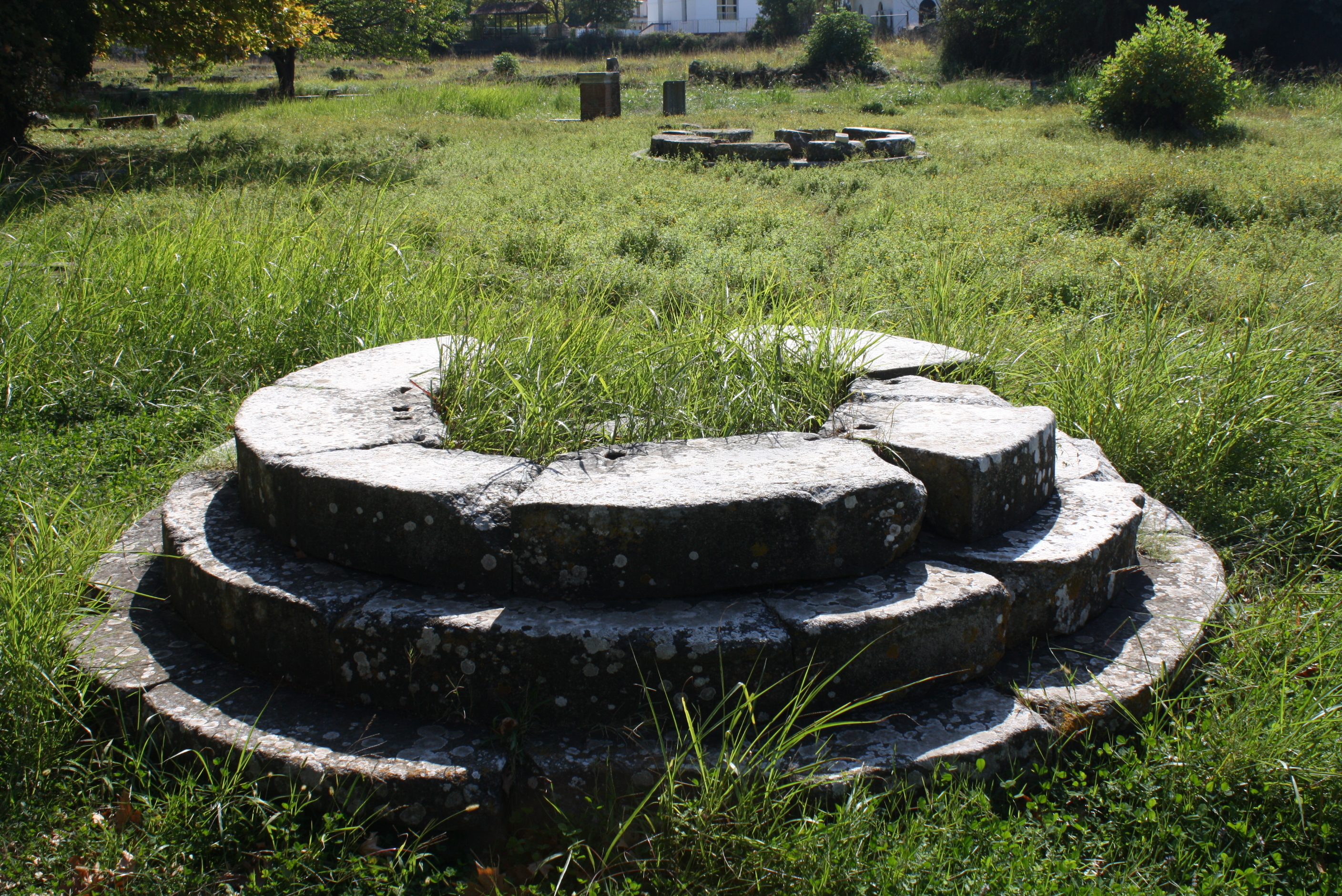
Rundaltar des Theogenes auf der Agora von Thasos

Die Siegerstatue in Olympia war ein Werk des Bildhauers Glaukias aus Aigina. Ihr wurde bei Berührung eine heilende Kraft nachgesagt. Statue und Opferaltar wurden Anfang des 4. Jahrhunderts v. Chr. auf der Agora von Thasos aufgestellt. Der Sohn des Athleten, Disolympios, übte zur Zeit der Errichtung des Denkmals im Magistrat der Stadt das Amt eines Theoros aus.